# Kasteel Cranendonck

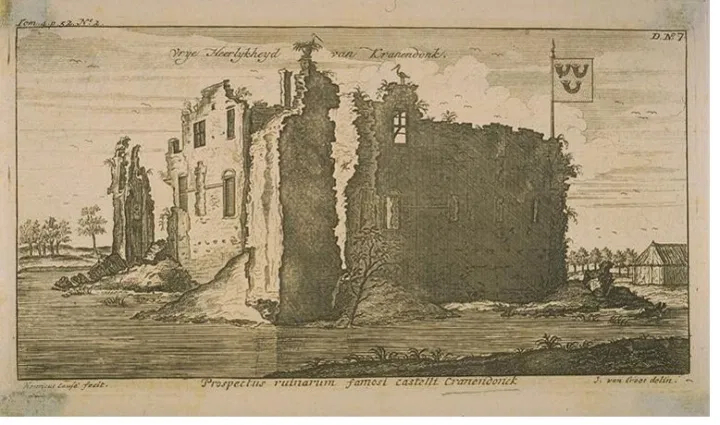
Kasteelruine van Cranendonck. "Vrije heerlijkheid van Kranendonk. Prospectus ruinarum famosi castelli Cranendonck", zonder jaar. Met wapen van Cranendonck.

Kasteel Cranendonck was een kasteel nabij Soerendonk in de Nederlandse provincie Noord-Brabant. Het zogenaamde 'kasteeltje', een eind 19de eeuw gebouwde villa, is gelegen aan Cranendonck 1 te Soerendonk.

## Geschiedenis
Maarheeze wordt het eerst genoemd in 1223,  wanneer het tot deze parochie horende gebied Hugten door Dirk van Altena in leen wordt gegeven aan de Heer van Heeze. Het gebied werd na Dirks kinderloze dood in 1242 geërfd door diens neef Engelbert van Horne. Vermoedelijk was hij het die tussen Maarheeze en Soerendonk een kasteel liet bouwen. Geïnspireerd op de natuurlijke omstandigheden ter plaatse waar migrerende kraanvogels  graag neerstreken (kraan: kraanvogel, donk: hoogte, heuvel in waterrijke omgeving), werd het kasteel Cranendonk genoemd; wellicht droeg het gebied zelf die naam al eerder. In 1421 waren Maarheeze, Soerendonk, Gastel en Budel reeds verenigd in twee schepenbanken, die verantwoordelijk waren voor zowel het bestuur als de rechtspraak.
De zoon van Engelbert van Horne, Willem I van Cranendonck, was de eerste die zich heer van 'Cranendunc' noemde. De Van Cranendonks waren ook heer van Eindhoven. Nazaten van Engelbert zijn woonachtig in Zuid-Holland onder de naam Kranendonk. Hierop volgden als bezitters van de heerlijkheid de geslachten Van Sevenborn, Van Milberg, Van Schoonvorst, Van Horne en Van Egmond.

Wapen van Cranendonck

In de loop der eeuwen komen de heerlijke rechten en het kasteel met het omliggende grondgebied door vererving of (ver)koop in het bezit van verschillende adellijke geslachten. Anna van Egmond, de eerste vrouw van Willem van Oranje, bracht bij huwelijk in 1551 Cranendonk aan de Oranjes, wat zo bleef tot het einde van het Ancien Régime. Nog steeds behoort Baron van Cranendonk tot de titels van Willem Alexander Koning der Nederlanden.
De heren van Cranendonk uit de geslachten Van Horne, Van Egmond en Oranje hadden hun voornaamste bezittingen en belangen elders en verbleven daarom zelden of nooit op kasteel Cranendonk. Als plaatsvervanger van de heer werd voor Eindhoven en Cranendonk een drost of drossaard aangesteld. Hij verbleef wel op het kasteel, totdat dit in 1673 door de Fransen werd verwoest.

## Huidige kasteeltje
Wat bleef was een ruïne welke steeds verder verviel. Het landgoed bleef in bezit van de Oranjes totdat omstreeks 1798 het feodale systeem werd afgeschaft. In 1814, toen het Koninkrijk der Nederlanden tot stand kwam, werd het koninklijk bezit om in 1820 aan particulieren te worden verkocht.

In 1899 werd de boerderij die bij het kasteel hoorde afgebroken. Daarvoor in de plaats kwam een villa. Dit was de grondslag voor het huidige kasteelachtige gebouwtje, dat begin 20e eeuw van een torentje werd voorzien.

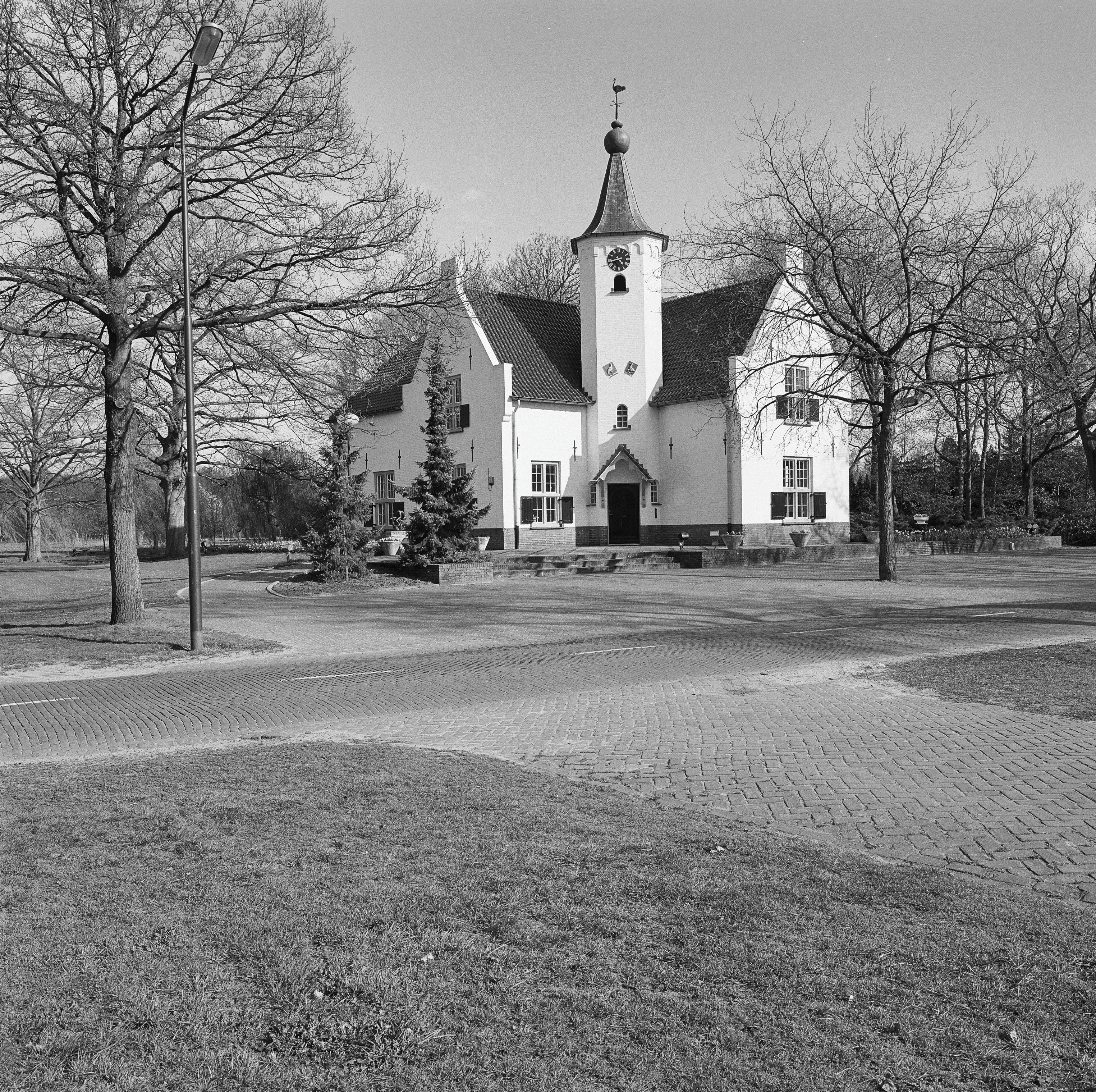
Voormalig raadhuis gemeente Maarheeze

In 1938 kocht de toenmalige gemeente Maarheeze het landgoed, en het kasteeltje werd tot gemeentehuis verbouwd. Dit bleef zo tot 1997, toen de gemeente Maarheeze opging in de fusiegemeente Cranendonck. Sindsdien is het kasteeltje als trouwlocatie in gebruik. Een andere toepassing kreeg het landgoed als landbouwproefstation. Het kasteeltje is vergezeld van een aantal gebouwen die daarbij behoren. Tussen 2013 en 2014 heeft het wederom als gemeentehuis gediend, nu van de gemeente Cranendonck omdat de locatie in Budel grondig werd gerenoveerd en voorzien werd van isolatie.
In 1996 werd archeologisch onderzoek uitgevoerd op de plaats waar het feodaal kasteel heeft gelegen, dat is een weinig ten oosten van het huidige kasteeltje, nabij de Buulder Aa. Hierbij werden de contouren van het kasteel opgemeten en in 2008 werden deze contouren weer in het veld aangebracht.
De omgeving van Kasteel Cranendonck wordt beschermd en opgenomen in een landschapspark van 400 ha i.o. met kleinschalige natuur- en cultuurontwikkeling. Vanuit Kasteel Cranendonck vertrekken wandelroutes, fietsroutes en mountainbikeroutes.
Aldendriel · Asten · Barendonk · De Blauwe Kamer · Blokhuis te Leensel · Blokhuis te Liessel · Blokhuis op Ter Vloet · Bokhoven · Bouvigne · Bronkhorst · Boxmeer · Breda · Kasteel Croy · Cranendonck · De Donk (Someren) · Dommelrode · Dussen · Eckart · Eikenlust · Emmaus · Eymerick · Frisselstein · Gageldonk · Geldrop · Gemert · Groot Kasteel · Klein Kasteel · Groenendaal · De Hattert · Heeswijk · Heeze · Helmond · Henkenshage · Hooghuis op de Schouw · De Laar · Loon op Zand · Markiezenhof · Het Makken · Maurick · Meeuwen · Mierlo · Muggenheuvel · Nemerlaer · Nieuw-Herlaar · Nieuwenroy · Oijen · Onsenoort · Het Oortje · Oud Beijsterveld · Oud-Herlaar · 't Oude Huys · Rijswijk · Seldensate · Slotjes van Oosterhout · Soeterbeek · Stakenborch · Stapelen · Strijdhoef · Strijen · Tilburg · Paleis-Raadhuis · Tongelaar · Walstein · Wamberg · Het Witte Kasteel · Wouw · Zuidewijn · Zwijnsbergen